# Среднобългарска къща
Среднобългарската къща е характерен тип с асиметрична форма къща в Средна гора, северните склонове на Западните Родопи и Средна Стара планина.

## Разпространение
Среднобългарският тип къща се среща в Средна гора и района на Стара Загора, Карлово и Казанлък, северните склонове на Западните Родопи и района на Ботевград, Тетевен и Ловеч.

## Характеристика
Този тип къща е двуделна или триделна, подобна на шопската. Огнищното помещение е в средата, а прустът продължава до пред килера. В помещението с огнището има широк незаграден пруст, който е под общия четиристрешен покрив, лежащ на два или повече дървени стълбове. Огнището се намира до разделната откъм стаята стена и е с високо построен навес. Стените са плетени и измазани с глина. При двуетажните, долният етаж се използва за обор и други стопански цели. Стените са измазани, в повечето случаи са избелени с вар или с бяла глина.
Асиметричността се дължи на това, че прустът продължава и пред третото отделение, което се използва за килер, той винаги е с по-малки размери от второто помещение.
При едноетажните къщи е характерно, че имат малка врата на задната стена в помещението с огнището. Разделната стена е зидана с нишата за комина. До нишата се намира огнището, то има кръгла или полукръгла форма. Над него е изграден дъсчен навес. Помещението се осветява чрез вратата, при по-стари къщи чрез нарочен прозорец, представляващ дупка в тавана и потона. Тези къщи имат тавани и глинени подове.
Покривът бива сламен или покрит с каменни плочи. Рано започва използването на керемиди, които служат и за декорация с издатъци в ъглите и по стрехите, билата и върховете на покривите. Коминът се строи като декоративна част от покрива. Има четвъртита форма и бива със затворена или с отворена отгоре форма. Цокълът на къщата се боядисва с охрова, сива или тъмночервена глина. Често около прозорците и вратите се използва цветна боя или глина за тяхното рамкиране.
Този тип къщи имат отворена към двора покрита постройка – отвод, сейвант, сундурма.